# Cmentarz żydowski w Dobrzanach
Cmentarz żydowski w Dobrzanach – kirkut został założony około 1850 roku. Mieścił się przy obecnej ul. Adama Mickiewicza. Przed 1939 zajmował teren o powierzchni 15 ha, dziś tylko 0,1 ha, ponieważ jest sukcesywnie zabudowywany. W czasie II wojny światowej kirkut uległ zniszczeniu. Zachował się zawalony mur z otwartą bramą oraz dwie macewy z hebrajskimi inskrypcjami, pochodzące z początku XX wieku.